# 国民福祉研究会事件
国民福祉研究会事件（こくみんふくし　けんきゅうかい　じけん）は、第三共和国時代の与党である民主共和党（以下、共和党）の次期大韓民国大統領候補を巡る派閥闘争に関連した事件。

## 概要
当時の朴正煕政権与党である共和党は、結党直後から金鍾泌共和党議長を中心とした主流派と李厚洛大統領秘書室長、金炯旭中央情報部部長、金成坤、吉在号、金振晩、白南檍などを中心とした反主流派とに分かれて、ことがある毎に反目を繰り返していた。
当時、大韓民国憲法では大統領の三選は禁止されていたため、1967年の大統領選挙において再選を果たした朴正煕大統領の進退問題が早くから注目されていた。大統領が憲法の規定に従って大統領職を退いた場合、有力な後継候補と見なされていたのが、1961年5月の軍事クーデターの中心メンバーの一人であり、かつ朴大統領のナンバー2と目されていた金鍾泌であった。そのため、金鍾泌派は政策研究会として、「国民福祉研究会」を立ち上げ、同派の腹心的存在であった金龍泰（党務委員）が会長となって活動していた。しかし、朴大統領の個人独裁を支持していた反主流派は、4年後の大統領選挙に備えて同会で作成した「政策判断書」に対して、次期大統領選挙をにらんだ金鍾泌派の下準備であり、1970年まで「後継者争いを自制せよ」という朴大統領の命令を無視したとして強く反発、「金鍾泌派による反党的行為分派行為である」として主流派を強く非難した。
そのため、主流派と反主流派の間で深刻な党内抗争を引き起こした。しかし、1968年5月25日に共和党の党紀委員会は突如、金龍泰議員、崔永斗議員（文教委員会委員長）、宋相南議員（党中央委員）の3名を「党内党を作って反党的行為を行った」との理由で、除名処分にした。3議員の除名処分が発表された五日後に、金鍾泌は抗議の意志を示すため共和党を脱党して、政界を引退した（後に政界復帰）。この結果、共和党内では反主流派が党権を掌握すると共に、後継候補と目された金鍾泌の政界引退で、改憲による朴正熙大統領の三選への道が作られることとなった。（⇒3選改憲）

## 参考資料
- 尹景徹『分断後の韓国政治 : 一九四五〜一九八六年』木鐸社、1986年11月30日。NDLJP:12173192。
- 金容権『朝鮮韓国近現代史事典　第2版』日本評論社